# Dabbe, Belur
Dabbe là một làng thuộc tehsil Belur, huyện Hassan, bang Karnataka, Ấn Độ.